# バルバラ・ベルルスコーニ
バルバラ・ベルルスコーニ（Barbara Berlusconi、1984年7月30日 - ）は、企業幹部であり、フィニンヴェスト顧問、ACミラン元取締役である。

## 若年期
バルバラ・ベルルスコーニは、1984年夏にスイスのバーゼル＝ラント準州アルレスハイムで、シルヴィオ・ベルルスコーニとヴェロニカ・ラリオの娘として生まれた。バルバラ・ベルルスコーニの代父はベッティーノ・クラクシであった。

### 教育
バルバラは、チッタ・ストゥディにあるミラノのスタイナースクールで初等教育を受けた。その後、イタリア・モンツァのヴィロレージ・サン・ジュゼッペ大学にあるグラマースクールへ通い、2010年7月、バルバラはヴィータ=サルーテ・サン・ラファエレ大学を優等学位で修了した。

## フィニンヴェストSpA
2003年9月から、バルバラはフィニンヴェストSpAの取締役会の一員である。

## ACミラン
2011年4月、バルバラはACミランの取締役に就任し、2013年11月30日から2017年4月までクラブの副最高経営責任者を務めていた。

## 私生活

### 家族
バルバラにはアレッサンドロとエドアルドの2人の息子がいる。バルバラはスイスに居住しており、イタリアにも家を持っている。2011年3月から、バルバラはブラジル人サッカー選手アレシャンドレ・パトと交際している。